# الیسون انیزوکا
الیسون شوجی انیزوکا (Ellison Shoji Onizuka) {鬼塚 承次 Onizuka Shōji} یک فضانورد آمریکایی ژاپنی اهل هاوایی بود که در واقعهٔ انفجار فضاپیمای چلنجر کشته شد. او در ماموریت STS-51-C توانست با موفقیت به فضا سفر کند و اولین آسیایی آمریکایی شود که به فضا سفر کرده‌است.

## تحصیلات و زندگی
او در سال ۱۹۶۴از دبیرستان Konawaena فارغ‌التحصیل شد. در ژوئن سال ۱۹۶۹ مدرک کارشناسی و در دسامبر همان سال کارشناسی ارشد خود را در رشتهٔ مهندسی هوافضا از دانشگاه دانشگاه کلرادو در بولدر دریافت کرد. اوزانیکا در تاریخ ۷ ژوئن سال ۱۹۶۹ در حالیکه در حین تکمیل مطالعات خود در دانشگاه کلرادو بود با Lorna LeikoYoshida ازدواج کرد. ماحصل این ازدواج دو دختر به نام‌های JanelleOnizukaGillilan و Darien Lei Shizue Onizuka-Morgan بود.
اوزانیکا در در ژانویه ۱۹۷۸ توسط ناسا برای برنامهٔ فضایی ناسا انتخاب شد و بعد از یکسال تمرین برگزیده شد.